# گورا، بالیال
گورا (به انگلیسی: Gura Balial) یک منطقهٔ مسکونی در پاکستان است که در کشمیر آزاد واقع شده‌است. گورا ۸۲۰ متر بالاتر از سطح دریا واقع شده‌است.